# Pinaka (višecijevni bacač raketa)
Pinaka je višecijevni bacač raketa koji se proizvodi u Indiji, a razvila ga je Organizacija za obrambena istraživanja i razvoj (DRDO) za indijsku vojsku. Sustav ima maksimalni domet od 40 km za Mark-I i 60 km za poboljšanu verziju Mark-I,  i može ispaliti salvu od 12 HE raketa u 44 sekunde. Sustav je montiran na kamion Tatra radi mobilnosti. Pinaka je služio tijekom Kargilskog rata, gdje je bio uspješan u neutraliziranju neprijateljskih položaja na planinskim vrhovima. Od tada je uveden u indijsku vojsku.
Od 2014. svake godine proizvodi se oko 5000 projektila, dok je napredna varijanta u razvoju s poboljšanim dometom i preciznošću.
Od 2019. testirana je nadograđena verzija sustava s vođenim projektilima, s dometom od preko 90 km. 

## Pojedinosti
Pinaka je cjeloviti MBRL sustav, svaka baterija Pinaka sastoji se od: šest lansernih vozila, svako s 12 raketa; šest utovarno-dopunskih vozila; tri vozila za dopunu; dva vozila zapovjednog mjesta (jedno u pripravnosti) s računalom za upravljanje paljbom i radarom DIGICORA MET. Baterija od šest lansera može neutralizirati područje od 1.000 m × 800 m.
Vojska uglavnom raspoređuje bateriju koja ima ukupno 72 rakete. Sve 72 rakete mogu se ispaliti u 44 sekunde, uništavajući područje od 1 km 2. Svaki bacač također može pucati u drugom smjeru. Sustav ima fleksibilnost da ispali sve rakete odjednom ili samo nekoliko. To je moguće pomoću računala za upravljanje vatrom. Svaki lanser ima zasebno računalo koje mu omogućuje autonomno funkcioniranje u slučaju da se u ratu odvoji od ostalih pet vozila.
Baterija Pinaka ima šest lansera, šest vozila za utovar, šest vozila za dopunu, dva vozila za prijevoz zapovjednog mjesta i vozilo za nošenje meteorološkog radara koji će davati podatke o vjetru.

### Načini rada
Autonomni način rada. Lanserom u potpunosti upravlja računalo za upravljanje vatrom (FCC). Mikroprocesor na lanseru automatski izvršava naredbe primljene od FCC-a, dajući operateru status sustava na zaslonima i indikatorima.
Samostalni način rada: U ovom načinu rada lanser nije povezan s FCC operaterom, a operater na konzoli unosi sve naredbe za polaganje lansernog sustava i izbor parametara gađanja.
Daljinski način rada: U ovom načinu rada, daljinska upravljačka jedinica koja se nosi izvan kabine do udaljenosti od oko 200 m može se koristiti za upravljanje lansernim sustavom, lansernim mjestom i za pražnjenje ispaljenih raketnih kapsula iz lansera.
Ručni način rada: Sve operacije lansera, uključujući polaganje sustava i paljbu, kontroliraju se ručno. Ovaj način rada predviđen je u situacijama kada dođe do kvara mikroprocesora ili kada nema snage za aktiviranje mikroprocesorske operaterske konzole.
Pinaka je testirana u sukobu u Kargilu i dokazala svoju učinkovitost. Od tada je uvršten u indijsku vojsku i naručena je serijska proizvodnja. Navedeno je da je Pinaka MBRL jeftiniji od ostalih sustava (2,4 milijuna US dolara).
Istaknute karakteristike

## Tehnički podaci
|                                 | Pinaka Mk-I | Pinaka ADM | Pinaka Mk-II | Pinaka Mk-I Enhanced | Guided Pinaka | ERR 122                                        | Pinaka Mk-II ER |
| ------------------------------- | --- | --- | --- | --- | --- | ---------------------------------------------- | --------------- |
| Domet                           | 37.5km | 37.5km | 60 km | 45 km | 75 km | 40 km                                          | 90 km           |
| Duljina                         | 4.88 m | 4.88 m | 5.17 m | 4.72 m | 5.17 m | 2.91 m                                         | Nepoznato       |
| Promjer rakete                  | 214 mm | 214 mm | 214 mm | 214 mm | 214 mm | 122 mm                                         | Nepoznato       |
| Masa bojne glave                | 100 kg | 100 kg | 100 kg | 100 kg | 100 kg + dodatnih 15 kg za komplet za navođenje, navigaciju i kontrolu | 21 kg                                          | Nepoznato       |
| Masa rakete                     | 277.4 kg | 277.4 kg | 325 kg | 280 kg | 325 kg | 66.5 kg                                        | Nepoznato       |
| Masa propelanta                 | 100 kg | 100 kg | 131.5kg | 111 kg | 131.5kg | 26.8 kg                                        | Nepoznato       |
| Brzina paljbe                   | cca 44 sekundi | cca 44 sekundi | cca 44 sekundi | cca 44 sekundi | cca 44 sekundi | 40 raketa u 20 sekundi                         | Nepoznato       |
| Preciznost                      | ≤ 1.5% dometa | ≤ 1.5% dometa | ≤ 1.5% dometa | ≤ 1.5% dometa | ≤ 60 m i <30 m (CEP) sa sustavom korekcije putanje | ≤ 1.5% dometa                                  | Nepoznato       |
| Vrijeme ponovnog punjenja salve | 4 minute. | 4 minute. | 4 minute. | 4 minute. | 4 minute. | Nepoznato                                      | Nepoznato       |
| Bojna glava                     | PF, RHE, DPICM | PF, RHE, DPICM | PF, RHE, DPICM | PF, RHE, DPICM | PF, RHE, DPICM | HEPF, RHE                                      | Nepoznato       |
| Detonacijski mehanizam          | Elektronički upaljač za vrijeme i blizinu | Elektronički upaljač za vrijeme i blizinu | Elektronički upaljač za vrijeme i blizinu | Elektronički upaljač za vrijeme i blizinu | Elektronički upaljač za vrijeme i blizinu | Osigurač za blizinu i kontakt                  | Nepoznato       |
| Navigacija                      | Bez navigacije | Bez navigacije | Bez navigacije | Bez navigacije | Inercijski navigacijski sustav + Satelitska navigacija | Bez navigacije                                 | Nepoznato       |
| Lanser                          | Na temelju kamiona Kolos Tatra za visoku mobilnost. BEML je promijenio oznaku kamiona u Indiji. Kamion ima centralni regulacijski sustav; vozač može prilagoditi tlak u gumama kako bi odgovarao terenu za optimalnu mobilnost. Ukupno šest lansera po bateriji. Lanseri su NBC zaštićeni, imaju vlastiti računalni sustav za upravljanje paljbom i sustav za automatsko pozicioniranje. Dizajniran za misije pucanja i skakanja korištenjem inercijalnog navigacijskog sustava. Baterija od šest lansera može neutralizirati područje od otprilike 1.000 × 800 m na dometu od 40 km. Sklop lansera ima elektromagnetsku elevaciju i traverzu, pri čemu je traverza 90° lijevo i desno od središnje crte i elevacija do 55° | Na temelju kamiona Kolos Tatra za visoku mobilnost. BEML je promijenio oznaku kamiona u Indiji. Kamion ima centralni regulacijski sustav; vozač može prilagoditi tlak u gumama kako bi odgovarao terenu za optimalnu mobilnost. Ukupno šest lansera po bateriji. Lanseri su NBC zaštićeni, imaju vlastiti računalni sustav za upravljanje paljbom i sustav za automatsko pozicioniranje. Dizajniran za misije pucanja i skakanja korištenjem inercijalnog navigacijskog sustava. Baterija od šest lansera može neutralizirati područje od otprilike 1.000 × 800 m na dometu od 40 km. Sklop lansera ima elektromagnetsku elevaciju i traverzu, pri čemu je traverza 90° lijevo i desno od središnje crte i elevacija do 55° | Na temelju kamiona Kolos Tatra za visoku mobilnost. BEML je promijenio oznaku kamiona u Indiji. Kamion ima centralni regulacijski sustav; vozač može prilagoditi tlak u gumama kako bi odgovarao terenu za optimalnu mobilnost. Ukupno šest lansera po bateriji. Lanseri su NBC zaštićeni, imaju vlastiti računalni sustav za upravljanje paljbom i sustav za automatsko pozicioniranje. Dizajniran za misije pucanja i skakanja korištenjem inercijalnog navigacijskog sustava. Baterija od šest lansera može neutralizirati područje od otprilike 1.000 × 800 m na dometu od 40 km. Sklop lansera ima elektromagnetsku elevaciju i traverzu, pri čemu je traverza 90° lijevo i desno od središnje crte i elevacija do 55° | Na temelju kamiona Kolos Tatra za visoku mobilnost. BEML je promijenio oznaku kamiona u Indiji. Kamion ima centralni regulacijski sustav; vozač može prilagoditi tlak u gumama kako bi odgovarao terenu za optimalnu mobilnost. Ukupno šest lansera po bateriji. Lanseri su NBC zaštićeni, imaju vlastiti računalni sustav za upravljanje paljbom i sustav za automatsko pozicioniranje. Dizajniran za misije pucanja i skakanja korištenjem inercijalnog navigacijskog sustava. Baterija od šest lansera može neutralizirati područje od otprilike 1.000 × 800 m na dometu od 40 km. Sklop lansera ima elektromagnetsku elevaciju i traverzu, pri čemu je traverza 90° lijevo i desno od središnje crte i elevacija do 55° | Na temelju kamiona Kolos Tatra za visoku mobilnost. BEML je promijenio oznaku kamiona u Indiji. Kamion ima centralni regulacijski sustav; vozač može prilagoditi tlak u gumama kako bi odgovarao terenu za optimalnu mobilnost. Ukupno šest lansera po bateriji. Lanseri su NBC zaštićeni, imaju vlastiti računalni sustav za upravljanje paljbom i sustav za automatsko pozicioniranje. Dizajniran za misije pucanja i skakanja korištenjem inercijalnog navigacijskog sustava. Baterija od šest lansera može neutralizirati područje od otprilike 1.000 × 800 m na dometu od 40 km. Sklop lansera ima elektromagnetsku elevaciju i traverzu, pri čemu je traverza 90° lijevo i desno od središnje crte i elevacija do 55° | Nadograđeni BM-21 Grad tvrtke Larsen & Toubro. | Nepoznato       |